# يان جونستون (مجدف)
يان جونستون (بالإنجليزية: Ian Johnston)‏ هو مجدف أسترالي، ولد في 18 يونيو 1947 في فيكتوريا في أستراليا، وتوفي في 4 سبتمبر 2018.

## وصلات خارجية
- يان جونستون على موقع الاتحاد الدولي للتجديف (الإنجليزية)
- يان جونستون على موقع أوليمبيديا (الإنجليزية)